# هيرميس بان
هيرميس بان (بالإنجليزية: Hermes Pan)‏ هو مصمم رقص أمريكي، ولد في 10 ديسمبر 1909 في ناشفيل في الولايات المتحدة، وتوفي في 19 سبتمبر 1990 في بيفرلي هيلز في الولايات المتحدة.

## وصلات خارجية
- هيرميس بان على موقع IMDb (الإنجليزية)
- هيرميس بان على موقع الموسوعة البريطانية (الإنجليزية)
- هيرميس بان على موقع ألو سيني (الفرنسية)
- هيرميس بان على موقع أول موفي (الإنجليزية)
- هيرميس بان على موقع قاعدة بيانات برودواي على الإنترنت (الإنجليزية)
- هيرميس بان على موقع قاعدة بيانات الأفلام السويدية (السويدية)
- هيرميس بان على موقع إن إن دي بي (الإنجليزية)
- هيرميس بان على موقع قاعدة بيانات الفيلم (الإنجليزية)
- هيرميس بان على موقع كينوبويسك (الروسية)